# El Casar (Ledesma)
El Casar es un despoblado español del municipio de Ledesma, perteneciente a la provincia de Salamanca, en la comunidad autónoma de Castilla y León.

## Historia
Hacia mediados del siglo XIX, el lugar era referido como una alquería agregada a Ledesma. Aparece descrito en el sexto volumen del Diccionario geográfico-estadístico-histórico de España y sus posesiones de Ultramar de Pascual Madoz con las siguientes palabras:

CASAR (el): alq. agregada al ayunt. de Ledesma, á cuyo part. jud. corresponde (1/2 leg.), en la prov. de Salamanca (6 1/2), aud. terr. y c. g. de Valladolid (22 1/2): sit. en un pequeño declive con esposicion al E., y á la márg. der. de la calzada de Ledesma á Vitigudino. Confina N. y E. con deh. y baldios de Ledesma; S. con térm. de Vaquillas, y O. con el de Calzadilla: el terreno es bastante llano, de buena calidad, y en él se encuentran charcas y fuentes abundantes, con esquisita agua, especialmente en la llamada fuente del Casar, donde los vec. de Ledesma se surten en las épocas en que las del r. Tormes no estan potables. prod.: centeno y pastos de buena calidad, que se aprovechan para el ganado vacuno. cap. terr. prod.: 65,650 rs. imp.: 3,282.
(Madoz, 1847, p. 34)

En 2022, no tenía empadronado ningún habitante.